# Beek
Beek ( udtale ?; Limburgsk: Baek) er en kommune og en by, beliggende i den sydlige provins Limburg i Nederlandene. Kommunens størrelse er på 21,03 km², og indbyggertallet er på 16.268 pr. 1 januar 2014. Kommunen grænser op til Stein, Sittard-Geleen, Schinnen, Meerssen og Nuth.

## Befolkningscentre
Kommunen Beek består af følgende landsbyer og distrikter.

### Landsbyer
* Pr. 1 januar 2005

### Distrikter
| - Hobbelrade - Hoeve - Looiwinkel | - Maastricht Airport - Oude Kerk |

## Local ledelse
Kommunalrådet i Beek består af 17 sæder, der er fordelt som følger:
| Kommunalrådet                              | Kommunalrådet | Kommunalrådet |
| ------------------------------------------ | ------------- | ------------- |
| Part                                       | 2010          | 2014          |
| Burger Belangen Beek-Nieuw Democraten Beek | 7             | 6             |
| CDA                                        | 4             | 4             |
| Progressief Beek (PvdA, GroenLinks, D66)   | 4             | 4             |
| VVD                                        | 2             | 1             |
| Senioren Belang Beek                       | -             | 2             |
| Samlede                                    | 17            | 17            |

## Galleri af billeder
- Kirken Beek
- Kirken Genhout